# Canutama

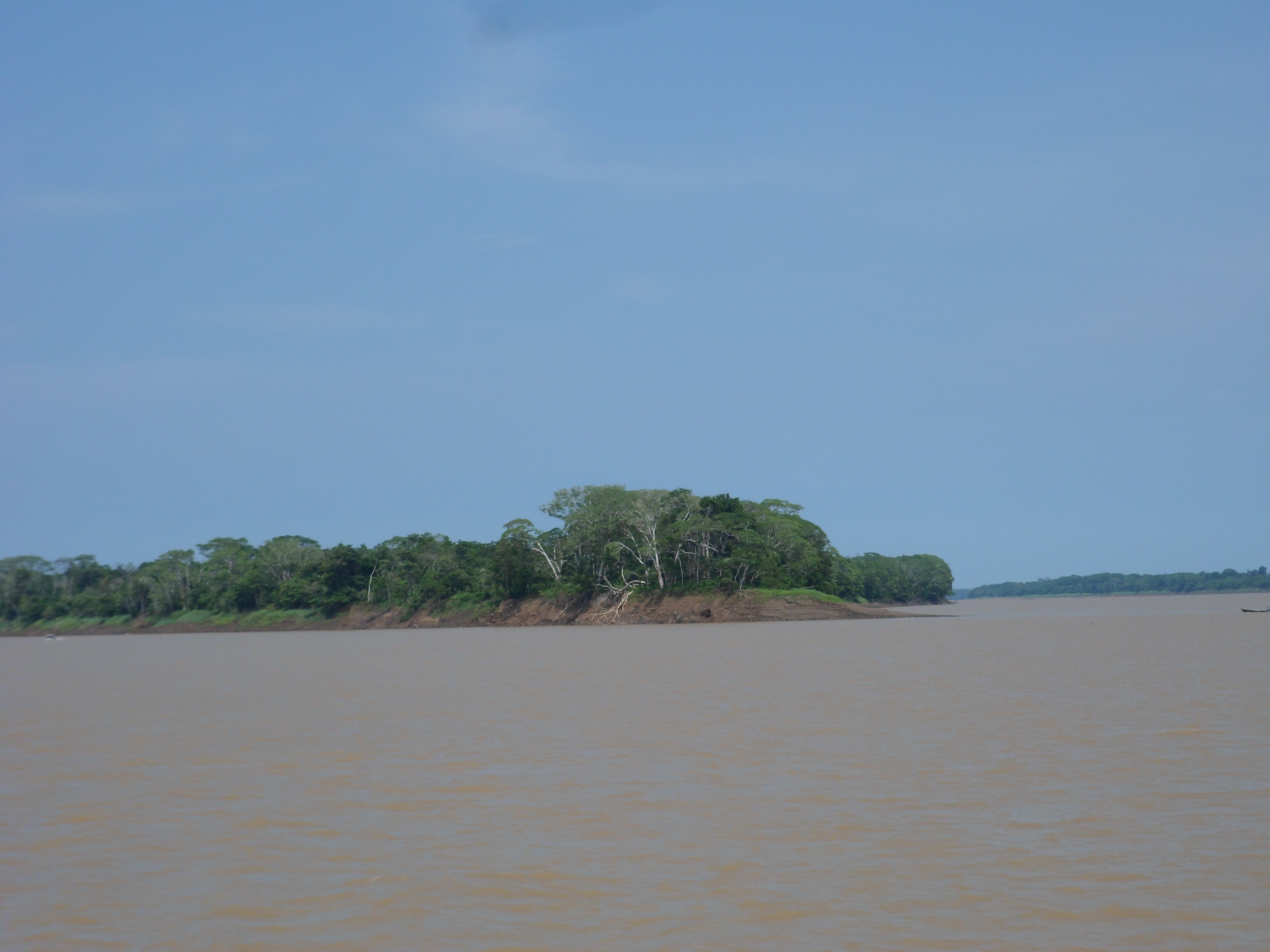
Navegando no Rio Purus

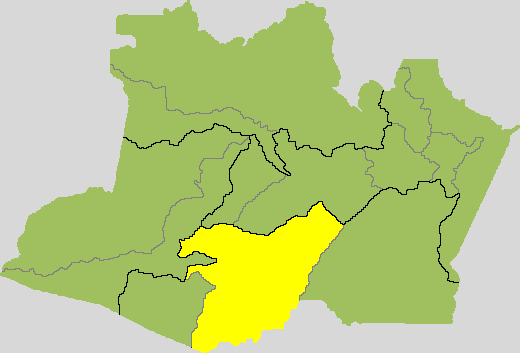
Microrregião do Purus

Canutama é um município brasileiro do interior do Estado do Amazonas, Região Norte do país. Pertencente à Mesorregião do Sul Amazonense e Microrregião do Purus.
O município possui uma população de 15 891 habitantes, de acordo com estimativas do Instituto Brasileiro de Geografia e Estatística (IBGE) em 2021. No censo do IBGE do ano 2010, a população canutamense era de 12 738, o que corresponde para uma estimativa de crescimento populacional de aproximadamente 22,6%.

## História

### Fundação e povoamento

#### As primeiras expedições
O povoamento e desenvolvimento do município de Canutama confunde-se com o início das explorações e expedições no rio Purus. Entretanto, mesmo antes do último quartel do século XIX, momento em que ocorre a expedição de Manuel Urbano da Encarnação, já havia relatos da presença de "civilizados" no rio Purus. Em sua pesquisa, que resultou no livro de título Canutama: conquista e povoamento do Purus (1980), Sebastião Antônio Ferrarini registra um relatório datado de 1855, do Dr. Manoel Gomes Correa de Miranda, o qual diz o seguinte: "Catequese e civilização dos índios. Três únicos missionários existem atualmente na Província (do Amazonas), a saber: Frei Gregório José Maria de Bene, que há anos exerce seu ministério nas aldeias dos Rios Uaupés e Içana; Frei Pedro de Ceriana encarregado da nova missão de S. Luiz Gonzaga nas margens do rio Purus...".
As incursões pelo rio tiveram início somente após a abertura da bacia amazônica à navegação internacional. De modo que, até 1850, o rio era uma completa incógnita para o homem branco. É somente a partir da segunda metade do século XIX que o governo do Estado do Amazonas começa a financia e a promover as famosas "entradas" pelo desconhecido rio. De acordo com Sebastião Antônio Ferrarini, "nem mesmo os limites entre os impérios brasileiro  e a república boliviana estavam definitivamente claros, pois ambas as nações convinham na imprecisão das fronteiras dado o fato de a região ser desconhecida pelas duas partes. Disto se´ra evidência, quando no início do atual século, dá-se a questão do Acre, na qual o protagonista principal foi o Amazonas".

#### Látex: o fator econômico
É necessário afirmar que o grande fator causal para a presença de "civilizados" no rio Purus será o econômico, com a descoberta da borracha. O rio foi um dos principais produtores gomíferos na época áurea da borracha, fazendo com que se tornasse intensa a correria de nordestinos - os denominados "brabos" - para o local. Núcleos urbanos, a partir daí, foram lançados, gerando grande riqueza para os cofres do governo do Estado do Amazonas com extração do látex, prosperidade essa que, infelizmente, não foi acompanhada pelo bem-estar de sua população.

### Manoel Urbano da Encarnação

#### Fundador de Canutama
O grande nome ligado à fundação do município de Canutama é o de Manuel Urbano da Encarnação, embora muitos nomes, como o de João Cametá, William Clandles, Serafim Salgado e Frei Pedro Coriana também estejam correlacionados e sejam notáveis. Manuel Urbano da Encarnação, entretanto, foi o precursor ou, empregando uma metáfora, o são João Batista do rio Purus: aquele que abriria os caminhos para o assentamento de núcleos urbanos ao longo deste rio. São expressivas as palavras de Sebastião Antônio Ferrarini, ao considerá-lo um bandeirante: "o homem simples, forte e corajoso que, tal qual "bandeirante" do século XIX, tornou-se o desbravador de grande parte da Amazônia. Este homem foi Manoel Urbano da Encanação, e o local por ele habitado, Canutama".

#### Descendente da tribo Mura
Manoel Urbano da Encarnação foi um descendente da tribo Mura, mestiço, prático de embarcação, encarregado da segunda expedição (1861) pelo rio Purus encomendada pelo governo do Estado, já que a primeira expedição ficou a cabo de Seraphim da Silva Salgado (1852). Nesse ano, em 1861, ele subiu o Purus durante 155 dias. Segundo informações, o último ponto que ele teria alcançado seria uma povoação boliviana chamada Sarayaco. Nessas aventuras, é sabido que por onde ele passava havia povos indígenas que o chamavam pelo nome de "Tapauna Catu", cujo significado é "preto bom". Isso ocorria em função da fama que levava esse explorador por sempre tratar bem os povos indígenas. Como registra Sebastião Antônio Ferrarini: "Era um homem audaz. Inspirava zelo. Tratava bem o gentio lá onde o encontrasse".

#### O encontro com anglo-saxões
Nos anos 1864 e 1865, Manoel Urbano da Encarnação encontrou dois importantes naturalistas anglo-saxões. De acordo com Cardoso, em 1864 ele encontra o correspondente da Royal Geographical Society, William Chandles, que navegou pelo Purus em busca de um canal de ligação com o rio madeira. E em  novembro de 1865 ele encontra o americano membro da Expedição Thayer, William James, que assim descreveu o fundador de Canutama: "um cafuzo, bem apessoado, com mais sangue negro do que índio, com mais ou menos uns 60 anos, vestido em um terno brilhante de alpaca preta".

### Uma tribo que não aceitava ser "amansada"

#### Jumas: do rio Madeira ao rio Mucuim
A região do Purus foi muito ligada a massacres de índios nos seus primórdios. Segundo o historiador Kroemer, houve, no rio Mucuim, entre os anos de 1940 e 1965, um extermínio sistemático do grupo indígena que ali vivia: os jumas.

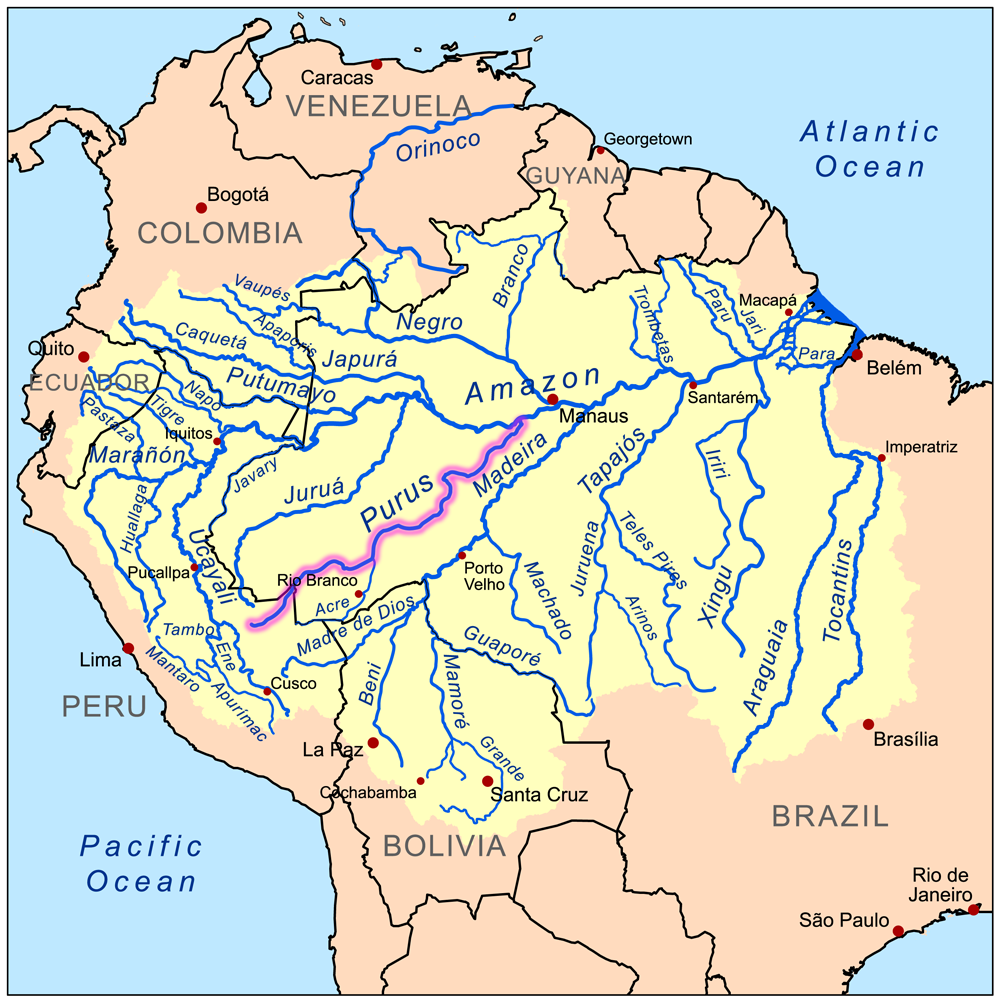
Rio Purus:um dos 10 maiores do mundo.

Alguns antropólogos acreditam que os jumas já fizeram, outrora, parte do grupo tupi-kawahib, "um povo que migrou para a região do rio Madeira no século dezessete". E que logo após uma ou duas gerações, um grupo formado por três mil índios saíram desse grupo para formar a sua própria tribo. Eles se denominaram juma, enquanto as tribos vizinhas os chamavam de "povo gigante dos pés grandes".

#### Etnocídio no igarapé da Onça
De acordo com Kroemer, o etnocídio definitivo ocorreu no ano de 1964, no igarapé da Onça. Pouco antes disso, chegou a Canutama missionários do SIL —Summer Institute of Linguistics. No final da década de 1970 eles formalizaram denúncia, pelo Jornal Porantin , definindo o que ocorrera em Canutama como "genocídio".
Ainda hoje índios vivem em áreas do município, como os índios catawixi, os quais vivem na área de influência do rio Mucuim. Sabe-se também que entre os municípios de Pauini, Tapauá, Canutama e Lábrea, consta a presença de mais sete povos , entre eles os suhuarás, "o Povo do Veneno". Homens como Gunter Kroemer, antropólogo, indigenista, membro do Conselho Indigenista Missionário (CIMI), lutam pela sobrevivência dessas populações.

### Bacia do Rio Mucuim
Um dos tributários da margem direita do rio Purus, é um rio de água preta que deságua próximo à sede do município de Canutama, um pouco abaixo da praia localizada em frente à cidade. É onde estão localizadas muitas fazendas, sítios e balneários que servem de recreação aos munícipes durante os finais de semanas e feriados.
O que é conhecida como Bacia Hidrográfica do Rio Mucuim encontra-se inserida totalmente no município de Canutama e possui, nas palavras de Lobato, "cerca de 13.982,89 km², com um perímetro de aproximadamente 594,5 km. Tem início no divisor de água que separa a Bacia Hidrográfica do Rio Madeira da Bacia Hidrográfica do Rio Purus, divisa do Estado do Amazonas com Rondônia, nas proximidades do Ramal do Jatuarana e dos Projetos de Assentamento Joana D’Arc I e II, e tem o seu exutório no rio Purus, nas proximidades da cidade de Canutama-AM”.
Trata-se de uma importante via de ligação localizada no sul do Estado do Amazonas. Duas grandes vias terrestres têm o seu traçado próximo a ela: a BR-319 e a BR-230, por meio das quais “é feito o escoamento de grande parte da produção e o abastecimento das cidades de entorno da referida Bacia Hidrográfica, principalmente as cidades do estado do Amazonas como, Humaitá, Lábrea, Canutama, correspondendo a uma população de aproximadamente 104.200 habitantes”.

### Uma nova sede para Canutama
Todos os anos, durante a época da enchente, os canutamenses passam pela experiência de verem uma parte considerável de sua cidade coberta pelas águas do rio Purus. A parte alagadiça, chamada de Várzea, é uma das principais em termos econômicos, nela estando inseridos importantes estabelecimentos comerciais, hotéis, templos religiosos, além do porto da cidade.
É corrente a ideia de que uma das alternativas para resolver esse problema seria mudar a sede para a comunidade chamada Belo Monte, que fica rio abaixo, no território do município.

## Formação administrativa

### Nomes iniciais
Durante os seus primórdios, recebeu várias denominações: em 15 de maio de 1873, Domingos Monteiro Peixoto promulga a Lei n. 265 criando uma freguesia no lugar chamado Arimã, núcleo embrionário do futuro município..  Com a Lei n. 436, de 26 de maio de 1879, recebe o nome de Nova Colônia de Bela Vista. Somente a partir de 1891, através da Lei n. 22 de 10 de outubro, a freguesia é elevada à categoria de município, recebendo o seu nome atual, Canutama. Dizia o seguinte o artigo 1o da lei promulgada por Gregório Thaumaturgo Azevedo, na época do governo de Eduardo Ribeiro: "Fica elevada a categoria de vila a freguesia de Nossa Senhora de Nazareth de Nova Colônia no rio Purus, cuja sede será em terra firme do lugar Canutama, com a denominação de vila de Canutama"

### Origem do nome Canutama
Desde há muito tempo é corrente na cidade a história de que o nome Canutama significaria, em língua indígena, "pé cortado" e a denominação teria vindo de um incidente envolvendo um índio que fora, na época da viração de tartaruga, para a região onde hoje fica o município. Segundo relatos, o índio, ao pisar em algo e cortar o pé, teria exclamado "Canu" "tamá", ou seja, "pé cortado".
Para Sebastião Antônio Ferrarini, sulista membro da ordem religiosa Irmãos Maristas, que durante muitos anos dirigiram a principal escola de ensino fundamental do município, existe uma outra versão, muito embora aquela que é amplamente relatada seja a mais aceita. Ferrarini, que, para escrever o seu livro, dedicou-se à laboriosa busca de dados em Lábrea, Canutama, Tapauá, na Biblioteca Pública de Manaus, no Instituto Geográfico e Histórico de Manaus, na Biblioteca Pública de Belém, no Instituto Geográfico e Histórico de Belém e no Museu Emilio Goeldi, diz o seguinte:"tenho propensão em admitir que seja uma antiga região habitada por indígenas "Canu", pois a terminologia Tamá ou Tamán, como vi em escritos antigos, significa "região, terra ou pátria". Daí, "terra dos canu".

### Limites do novo município

#### Da Vista Alegre ao Axioma
A mesma lei que criou o município também deixou delineados os seus limites. Em seu artigo 3o, a lei trazia o seguinte texto: "serão limites do novo município e termo, rio acima até foz do lago de Vista Alegre, à margem direita e à margem esquerda a foz do sacado do Axioma. Rio abaixo os mesmos da antiga freguesia de S. João Batista do Arimã".
Antes da instituição desta lei já apareciam como localidades de Canutama os seguintes lugares: Arimã, o seu núcleo embrionário, o furo do Curacurá, que aparece citado na Lei n. 436; o furo do lago Arihá, citado na Lei n. 459 de 24 de abril de 1880; o lago Itapá, referido na Lei n. 89 de 19 de março de 1891; o Axioma; o Mari e a Boca do Apituã, citados no Decreto n. 128 de 27 de agosto de 1896.

#### Oito distritos
Pela Lei n. 185 de 14 de setembro de 1911 o município foi subdividido em oito distritos, incluindo a sua sede. São eles: Abufari, Arimã, Caratiá, Itatuba, Nova Colônia, Nova Olinda, Tapuã e Canutama (sede). Em 1o de outubro de 1920, em um quadro de apuração do recenseamento geral, o município aparece com o mesmo número de distritos. Os nomes, porém, são outros: Canutama, Assaituba, Itatuba, Nova Experiência, Nova Olinda, Paxiúba, Porto Alegre, Tambaqui.
Em 1930, o município foi suprimido e anexado por Lábrea. O ato que o suprimiu foi o de n. 45 de 28 de novembro de 1930. Três meses depois o ato n. 234 desmembra o município dos domínios de Lábrea. Canutama volta a ser município em 6 de fevereiro de 1931.

#### Subdivisão a partir de 1960
Em 1933 ocorre uma nova divisão administrativa. Nela, Canutama aparece com apenas três distritos: Canutama, Abufari e Itatuba. Cinco anos mais tarde, em 1o de dezembro de 1938, o Decreto-Lei n. 176 extingue os distritos Abufari e Itatuba de Canutama, criando três outros: Axioma, Boca do Tapauá e Saudade. Doze anos depois, em 1950, Canutama aparece em nova divisão territorial com 2 distritos: Canutama (sede) e Boca do Tapauá. Em 1955, Boca do Tapauá é desmembrado do território de Canutama e elevado à categoria de município, com a denominação Tapauá, pela Lei Estadual n. 96 de 19 de dezembro.

## Saúde
Canutama conta com uma boa estrutura em termos de baixa e média complexidade em saúde. O maior estabelecimento de saúde presente na cidade é a Unidade Mista de Canutama. Trata-se de um hospital de média complexidade, que conta com dois leitos para ginecologia, sete leitos para clínica geral, três leitos obstétricos e quatro leitos pediátricos. Conta com serviços especializados, pelo SUS, como o serviço de diagnóstico por imagem, o serviço de diagnóstico por laboratório clínico (bioquímicos, coprológicos, hormonais, genética, uroanálise, líquidos biológicos, hematológicos, imunoematológicos, microbiológicos, toxicológicos, radiologia) e serviço de urgência/emergência. A unidade também tem capacidade de atender pacientes de hemoterapia a nível ambulatorial.
O fluxo de pacientes decorre do atendimento de demanda espontânea, ou seja, da sede da cidade, bem como da zona rural do município.

## Economia
Como a grande maioria dos municípios brasileiros de pequeno porte, a economia de Canutama baseia-se no setor terciário. A cidade possui muitos comércios de pequeno porte, mantidos por habitantes da cidade e que influenciam bastante na economia. O funcionalismo público na cidade detém mais da metade da representatividade da economia. As raras exceções vem de pequenos empreendedores que chegam à cidade, montam negócio e conseguem se estabelecer. Exemplo dessa exceção são os chamados "marreteiros" (pessoas que, em regatões ou navio-motor, chegam aos municípios ribeirinhos e aproveitam a temporada anual de festejos para vender os seus produtos — geralmente roupas, calçados e outras novidades).
Outros que fazem a economia da cidade girar são os funcionários do Estado, especificamente os professores e os profissionais da saúde. Além destes, há pequenos empreendedores locais (mercados, lanches, bares etc), agricultores, com o plantio de mandioca, abacaxi, cana-de-açúcar, feijão, milho, banana, abacate, laranja e limão, entre outros.

### Agricultura
Geralmente as plantações que subsidiam a cidade estão localizadas ao longo do rio Purus, mais precisamente próximas às praias. Se bem que há uma região onde essas plantações se concentram:  nas áreas de várzeas, onde hoje encontra-se grande parte da pouca população do município. Essas áreas de grande predominância da agricultura são chamadas pelos habitantes da cidade de "varador".
O "varador" é uma espécie de estrada que, partindo da sede da cidade, se estende até uma região de mata densa, onde se encontram muitos lagos de água preta e igarapés. É especialmente nesse lugar que é produzida a maior parte da farinha de mandioca que abastece a cidade.
Muito pouco de tudo o que o município produz, em termos de agricultura, não se destina ao comércio, mas ao consumo local, não tem significado econômico.

### Pesca
Em termos de pesca, o rio Purus é um dos mais abundantes da bacia amazônica, concentrando grande variedade de peixes, como  pirapitinga (Piaractus brachypomus), pacu (Mylossoma spp), mapará (Hypophthalmus spp.), jaraqui, surubim, sardinha (Triportheus spp.), matrinxã (Brycon spp), dourado, aruanã (Osteoglossum bicirrhosum), pirarara, mandim (provavelmente, o mais conhecido do povo local, embora muito pouco se ouça falar dele fora da cidade), acari-bodó, tucunaré, acará e tambaqui, entre outros.
Assim como na agricultura, a atividade de pesca em Canutama não possui significado econômico.

## Geografia

### Hidrografia
Canutama fica às margens de um dos maiores rios do mundo, o rio Purus. O Purus constitui praticamente uma bacia, onde nos municípios da sua calha recebem vários afluentes e confluentes. Em Boca do Acre - Lagos da Santana e Anuri, Igarapé Natal e rio Inauini; em Lábrea - rios Acimã, Tumiã, Ituxi, Sapatini e Passiá; em Pauini - rios Pauini, Teuini e Inauini; em Tapauá - lago do Aiapuá e rio Ipixuna; e em Canutama - rio Mucuim e Ipixuna.

### Demografia

#### Estimativa em 2016
Sua população estimada em 2019 era de 15 629 habitantes, de acordo com dados do Instituto Brasileiro de Geografia e Estatística (IBGE). Canutama possui, respectivamente, a 52º maior população urbana e maior população rural do Estado do Amazonas, segundo o último censo do IBGE. Possui a quarta maior população do Estado com pessoas entre 25 e 39 anos, assim como a 150 de pessoas com 60 anos ou mais. É o município com a maior população masculina proporcional: apresentando 54% de homens e 46% de mulheres. Levando esse indicador a nível nacional, Canutama fica na 77ª colocação.

#### Densidade demográfica
O mesmo censo de 2010 também constatou os seguintes dados: mais pessoas vivem na sede do município do que na zona rural: 6 682 (zona urbana) e 6 056 (zona rural). E que o município possui uma das mais baixas densidades demográficas do Estado do Amazonas: 0,43 hab./km2. Perde somente para as seguintes cidades: Barcelos (0,13 hab./km2), Atalaia do Norte (0,20 hab./km2), Tapauá (0,21 hab./km2), Jutaí (0,26 hab./km2), Santa Isabel do Rio Negro (0,29 hab./km2), Itamarati (0,32 hab./km2), Apuí (0,33 hab./km2), São Gabriel da Cachoeira (0,35 hab./km2) e Novo Airão (0,39 hab./km2).

## Cultura
No município, o maior marco cultural ocorre durante os Festejos de São João Batista, padroeiro da cidade, que acontece no mês de junho. Durante um período de quase um mês, a cidade realiza a festa, que também atrai turistas vindos de Manaus, Porto Velho, Rio Branco e outras cidades próximas.
Bem no centro da praça de Canutama há erguida uma imagem de aproximadamente uns 4 metros de altura, representando Jesus Cristo de braços abertos (uma réplica em tamanho menor do Cristo Redentor).

## Educação

#### O início do ensino público em 1880
O ensino público teve início em Canutama em 29 de maio 1880, através da Lei n. 482, promulgada por José Clarindo de Queiroz, a qual dizia o que segue: "Art. 1. Ficam criadas no rio Purus cinco escolas de primário, tendo por sede duas na freguesia de Nossa Senhora de Nazaré da Labria, destinadas uma para o sexo masculina e outra para o sexo feminino. A terceira na sede da freguesia de Nova Colônia de Bella Vista". Posteriormente, em 1891, em virtude do crescimento populacional nas cercanias do lago Itapá, onde era abundante a coleta de látex, o governo provincial resolve abrir ali uma escola. Diz a Lei n. 81 de  19 de março de 1891, assinada pelo governador Eduardo Ribeiro: "O governador do Estado do Amazonas, tendo em vista o numero de meninas em estado escolar, residentes no lago Itapá, decreta: Art. 1o. Fica criada uma escola de ensino misto no lago Itapá, no rio Purus, percebendo o respectivo professor o vencimento que por lei lhe competir".

#### Chegam os Irmãos Maristas
De considerável influência no processo de ensino-aprendizagem no município foram, entretanto, os Irmãos Maristas, ordem religiosa fundada  em 2 de janeiro de 1817, na França, por Marcelino Champagnat. O ensino formal já existia no município desde o século XIX; mas serão eles, vindos pela Província Marista Brasil Sul-Amazônia, literalmente se embrenhando pelas matas e pelos rios, que irão reformular e assumir a educação do município a partir de 1973.
Neste ano os Maristas chegam a Canutama e encontram a educação em um estado consideravelmente precário. Um deles, autor de diversas obras sobre a história e a cultura de municípios por onde a ordem passou, Sebastião Antônio Ferrarini, registra que, “como soe acontecer com todo o interior, as dificuldades encontradas foram: falta de motivação para o estudo, parcos meios pedagógicos acessíveis ao educando; grande evasão de alunos; dificuldade da população juvenil em adquirir a documentação básica necessária”.

## Transporte
Os meios de transporte mais comuns para se chegar até Canutama são os barcos, usando as vias fluviais. A duração em média dessa viagem é de 4 a 5 dias; de avião a viagem dura em média 2 horas.
BAIRROS DE CANUTAMA
Área da Várzea: Bairro São Pedro, Bairro Santa Rita, Bairro Jesus te Ama.
Área da Terra-Firme: Bairro Centro, Bairro São Francisco, Bairro Nossa Senhora Aparecida, Bairro da Castanheira.